# Tratado de Sahagún (1158)
El tratado de Sahagún fue firmado entre Fernando II de León y su hermano Sancho III de Castilla el 23 de mayo de 1158 en la ciudad de Sahagún.
Según los términos del acuerdo, ambos firmantes consentían en darse ayuda mutua; si alguno de ellos moría sin descendencia, su reino sería ocupado por el superviviente; los territorios que en el futuro fueran conquistados a los musulmanes se repartirían entre ambos, perteneciendo al reino de León desde Niebla hasta Lisboa, quedando el resto para el reino de Castilla.
La muerte de Sancho III a finales de agosto del mismo año y su sucesión por Alfonso VIII, menor de edad, serían aprovechadas por Fernando II para extender sus dominios hacia territorio castellano, dejando sin efecto el tratado.